# Заря (батальон)
Батальон «Заря» — вооружённое формирование подконтрольной России ЛНР, подразделение Армии Юго-Востока, личный резерв Главы ЛНР. Батальон назван в честь луганского футбольного клуба. Штаб-квартира находилась в здании областного военкомата Луганска. Командиром батальона первоначально был майор Игорь Плотницкий (позднее ставший Главой ЛНР). Вторым и последним командиром батальона был Андрей Патрушев.
В феврале 2015 года батальон был включён в расширенный санкционный список Евросоюза. Позднее также был включён в санкционный список Норвегии и ряда других стран

## История
Батальон «Заря» был сформирован из взвода добровольцев, созданного 27 апреля 2014 года (ориентировочно в 20-22 часа местного времени) у здания захваченного 6 апреля СБУ города Луганска. В состав взвода входило 30 человек (три отделения по 10 человек). Командовал взводом Игорь Плотницкий и командиры отделений (1 отделения Николай Ш., 2 - Виктор П. и 3 - Денис П.).

Взводу, по предложению Николая Ш., было дано название «Заря», как Луганскому футбольному клубу. В дальнейшем из взвода сформирован Луганский народно-освободительный батальон «Заря». Приказ о создании вышел 5 мая 2014 года, дислокация в городе Луганске на базе областного военкомата.
Возглавил батальон Игорь Плотницкий. Первоначальный состав: взвод разведки (30 чел.), комендантский взвод (15 чел.), штурмовой взвод (40 чел.), автовзвод, взвод спецопераций (15—18 чел.), хозвзвод (25—30 чел.), особый отдел, «оружейка». Общая численность батальона на август 2014 года свыше 800 человек.
28 мая батальон принял участие в блокаде воинской части № 3035 Внутренних войск МВД Украины в Луганске.
2 июня 2014 года 500 бойцов батальона «Заря» захватили центр радиоэлектронной разведки ВС Украины в Луганске.
14 июня 2014 года средствами ПВО батальона «Заря» был сбит украинский военно-транспортный Ил-76 при заходе на посадку в аэропорту Луганска.
17 июня 2014 года под посёлком Металлист, по словам представителей «Зари», был практически уничтожен батальон «Айдар», взята в плен Надежда Савченко, а также погибли репортёры ВГТРК Антон Волошин и Игорь Корнелюк.
По данным сепаратистов, 15 июня 2014 года подразделения батальона «Заря» заняли высоту у посёлка Металлист в пригороде Луганска. Два дня происходили незначительные столкновения, а 17 июня подразделения ВСУ предприняли попытку прорыва в Луганск. В результате были значительные потери со стороны ВСУ в живой силе (50 убитых) и бронетехнике, также в плен были взяты 12 военнослужащих ВСУ и батальона «Айдар». Потери со стороны батальона были незначительны. В сентябре этого же года «Айдар» снова попал в засаду и был снова практически уничтожен в том же месте, на трассе у посёлка Металлист, где был разбит в первый раз.
По данным украинской стороны, батальон принимал участие в обороне Луганска и понёс тяжёлые потери в районе посёлка Металлист 19 июня.
4 июля батальон участвовал в боях в районе города Александровск.
В течение нескольких недель с конца июня и до середины июля база батальона «Заря» подвергалась систематическим обстрелам со стороны диверсионных групп украинской армии. 11 июля сообщалось о ранении двух и гибели трёх бойцов батальона.

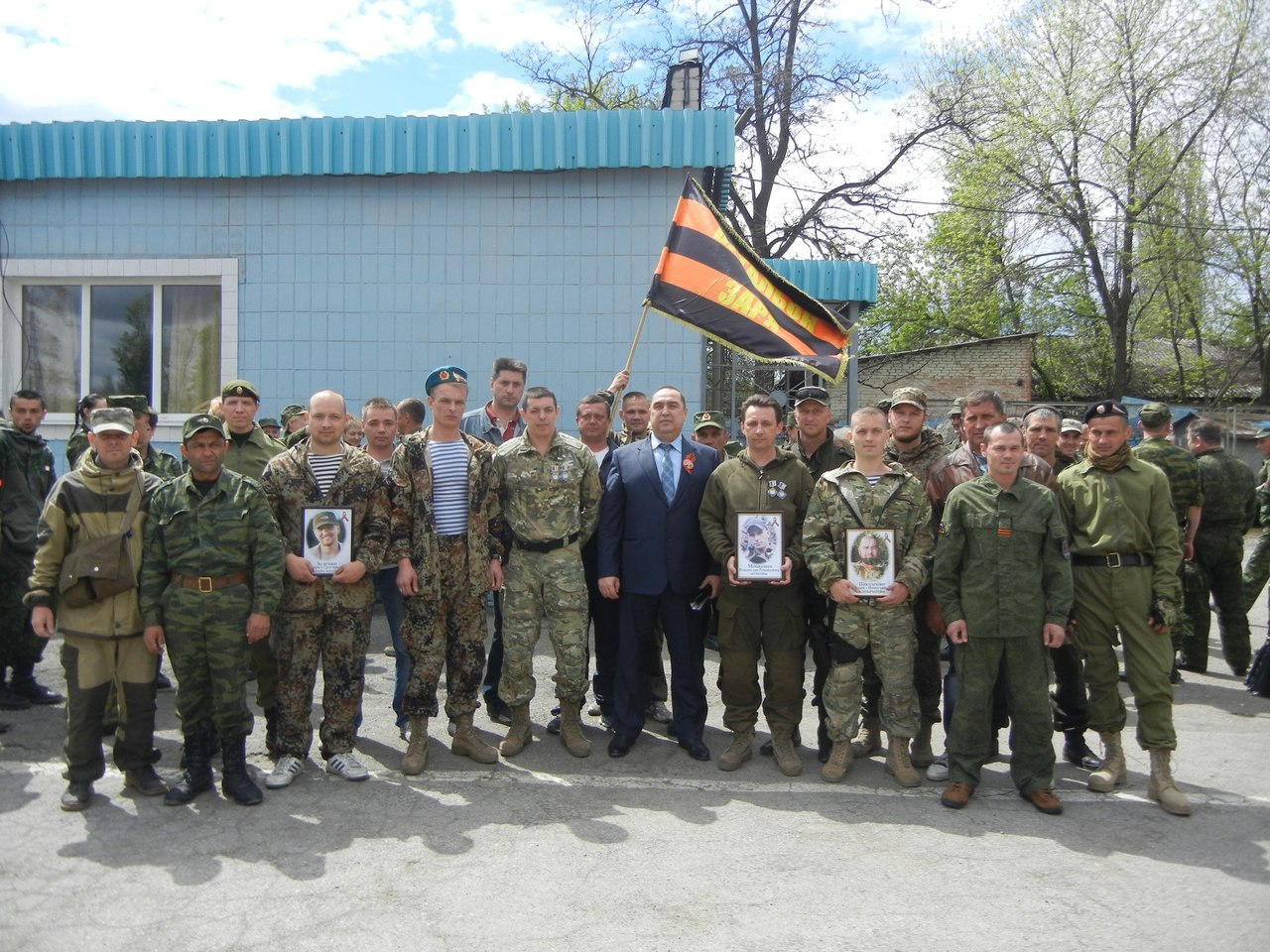
5 мая 2015 года. Первая годовщина образования ЛНОБ «ЗАРЯ» (разведвзвод батальона)

В октябре 2014 года в процессе формирования Народной милиции ЛНР и создания регулярной армии вошёл в состав 2-й мотострелковой бригады НМ ЛНР. "Заря" как отдельное подразделение прекратило своё существование в конце 2014 года.
Ежегодно 5 мая личный состав батальона собирается в день его образования для встречи с сослуживцами, родителями и родственниками погибших военнослужащих. Батальон «ЗАРЯ» — это единственное из первых подразделений ЛНР, военнослужащие которого на регулярной основе проводят подобные встречи[значимость факта?].
В 2018 году Валерий Болотов обвинил батальон в обстреле Луганска и диверсиях.

## Символика
Флаг батальона — две оранжевые и три чёрные горизонтальные полосы, «георгиевская ленточка». В верхней рыжей полосе надпись — «батальон». В нижней — «Заря». Шеврон чёрного цвета с красной звездой в обрамлении георгиевской ленты. Надписи кириллицей: «Армия Юго-Востока», «луганский народно-освободительный батальон Заря».
Освящение знамени по православному чину было совершено 29 мая 2014 года.

## Личный состав
Вооружение батальона начиналось с нескольких автоматов, винтовок, карабинов и охотничьих ружей. Первоначально насчитывал около 30 человек, к июню 2014 года численность составляла 200 человек, в июле около 400 человек, в октябре порядка 1400 человек личного состава. Личный состав формировался исключительно из добровольцев Украины, России, также Белоруссии, Армении, Франции и других государств. По прибытии в батальон все добровольцы обязательно проходили трёхдневный карантин и психологические тесты, которые выявляли мотивацию человека — зачем он приехал воевать. Отсев составляет от 5 % до 15 %. Алкоголь в батальоне был строго запрещён. Затем новобранцы проходили медкомиссию и недельную ускоренную программу подготовки, в июне, когда Луганск взяли в плотное кольцо, подготовки как таковой не было из-за отсутствия времени и свободного личного состава. Подготовка новобранцев состояла из практических занятий: тактика городского и полевого боя, как правильно обращаться с оружием и элементарным навыкам самообороны.
По словам историка Игоря Пыхалова, который воевал в составе батальона, большая часть бойцов в батальоне «Заря» родились на Луганщине, в возрасте от 18 до 59 лет. При этом совсем молодых немного, а в основном воюют те, кому за 25—30 лет: «Оружие местные берут в руки по принципу „Враги сожгли родную хату“». По словам сепаратистов, многие из них даже не служили в армии. Оружие в руки взяли люди самых разных профессий. Также примерно 10 % — добровольцы из России.

## Известные командиры и бойцы батальона «Заря»
- Игорь Плотницкий («Первый») — первый командир батальона, со 2 ноября 2014 года Глава Луганской Народной Республики.
- Андрей Патрушев («Комбат») — второй и последний командир батальона.
- Егор Русский («Печора») — гражданин РФ, командир разведывательного подразделения батальона, участник задержания украинской лётчицы Надежды Савченко и ключевой свидетель по её делу. С 2014 по 2016 годы Глава администрации Лутугинского района ЛНР.
- Александр Стефановский («Мангуст») — Герой ЛНР[27] (посмертно, 2023)[28], гражданин РФ, бывший командир штурмового-разведывательного подразделения батальона, инструктор по боевой и психологической подготовке бойцов. Гражданский активист, выступавший против либерализма и прозападнически настроенных граждан. С сентября 2013 года по март 2014 был командиром ДНД (Добровольной Народной Дружины) Ленинского района г. Перми. Автор ряда видео лекций по истории Руси и аналитических видео о важных событиях, происходящих в русском мире в наше время. 5 августа 2014 года погиб в бою с батальоном «Айдар» в селе Вергунка. Впоследствии взвод, а позднее и спецрота «Мангуст» были названы в его честь.
- Лариса Айрапетян — начальник медицинской службы батальона, министр здравоохранения ЛНР с 2014 по 2016 годы.
- Игорь Соляник («Лёд») — боец разведывательного взвода, с 2016 министр здравоохранения ЛНР.
- Владислав Моцкевич («Гном») — боец разведывательного взвода батальона, уничтоживший в бою у п. Металлист 2 единицы бронетехники и свыше 10 человек противника, погиб 7.08.2014[29] под п.Хрящеватое.
- Игорь Пыхалов — гражданин РФ, гранатомётчик 2-го взвода 4-й роты, российский публицист, автор книг, посвящённых сталинской эпохе и деятельности НКВД СССР[26][30].
- Сергей Василевский («Поэт», «Ватник») — разведывательный взвод, журналист, видеоблогер[31][32].
- Александр Шубин («Злой») — уроженец Украины (Луганска), в 2014 году боец штурмового взвода  батальона «Заря» (в дальнейшем рота «Мангуст»), затем служил в батальоне Захара Прилепина[33]. Погиб 6 мая 2023 года[34] при покушении[35] на Прилепина в результате подрыва автомобиля[34].